# Nematocampa falsa
Nematocampa falsa är en fjärilsart som beskrevs av W. Warren 1906. Nematocampa falsa ingår i släktet Nematocampa och familjen mätare. Inga underarter finns listade i Catalogue of Life.